# 파르나이바강
파르나이바 강(포르투갈어: Rio Parnaíba)은 브라질의 강으로, 마라냥주와 피아우이주의 경계를 이룬다. 본류의 길이는 1,400 km이며, 파르나이바 강 유역분지는 330,000 km²를 차지한다. 파르나이바 강은 차파다 다스 망가베이라스(Chapada das Mangabeiras) 산맥에서 에서 발원하여 북동쪽으로 흐르다가 대서양으로 흘러들어가며, 브라질의 북동부에 완전히 위치한 가장 긴 강이다. 이 강의 중하류 지역은 보아 에스페란사 수력 발전소 댐으로 분리되어 있지만, 그 외에는 항해가 가능하다.

## 생태
파르나이바 강 유역의 어류 종 풍부도는 전통적으로 빈약하다고 여겨졌으나, 최근 조사에서 약 140종의 토착종(몇 종은 아직 미기재 상태 포함)이 기록되었고 이들 중 약 40%가 고유종이라는 사실이 밝혀져 이는 틀린 것으로 증명되었다. 민물가오리속의 파르나이바 강 가오리(Potamotrygon signata)라는 유역 고유종이 있다. 유역 어류종의 70% 이상이 카라신목 또는 메기목에 속한다. 발원지의 동물군은 아직 철저히 조사되지 않았다. 토착종 외에 유역에는 7종의 외래종 어류가 있다.
강 삼각주는 1996년에 지정된 313,800 ha의 파르나이바 삼각주 환경 보호 구역(Delta do Parnaíba Environmental Protection Area)으로 보호된다.
강의 삼각주에는 맹그로브 숲이 넓게 분포하며, 사구, 해변, 습지 등 다양한 서식지가 있다. 삼각주는 중요조류지역으로 간주되며, 홍따오기 및 rufous crab hawk(Buteogallus aequinoctialis)와 같은 종의 서식지이다.
이 지역에 고유한 두 종의 수생 거북은 삼각주에서 발견되는 '마라냥민물거북'(Maranhão slider, Trachemys adiutrix)과 내륙에서 발견되는 옆목 거북 Mesoclemmys perplexa이지만, 둘 다 파르나이바 강 유역에만 전적으로 국한되는 것은 아니다.